# Американский пирог: Все в сборе
«Американский пирог: Все в сборе» (англ. American Reunion, дословно «Американское воссоединение») — американская комедия 2012 года режиссёров Хейдена Шлоссберга и Джона Харвитца. По счёту фильм является восьмым во франшизе (серии фильмов) и четвёртым в классической серии, в которую входят «Американский пирог» (1999), «Американский пирог 2» (2001) и «Американский пирог 3: Свадьба» (2003). В актёрский состав фильма входят многие актёры, которые повторяют свои роли из предыдущих трёх фильмов, в том числе Джейсон Биггс, Элисон Ханниган, Крис Кляйн, Томас Йен Николас, Шонн Уильям Скотт, Эдди Кей Томас, Юджин Леви, Тара Рид и Мена Сувари и другие. Фильм повествует о бывших одноклассниках Ист-Грейт Фоллс, которые возвращаются в свой родной город на встречу выпускников.
Мировая премьера фильма состоялась 4 апреля 2012 года в Исландии, Латвии, Норвегии и Швеции, а российская премьера — 5 апреля 2012 года. Слоган фильма: «Самый лакомый кусочек на конец». Как и предыдущие два сиквела, «Американский пирог: Все в сборе» получил неоднозначный приём критиков, однако по их признанию четвёртый фильм стал отличным завершением тетралогии. Фильм собрал 235 миллионов долларов по всему миру.

## Сюжет
Спустя тринадцать лет после окончания средней школы Джим Левенштайн (Джейсон Биггз), Крис «Оз» О’Страйкер (Крис Клейн), Кевин Майерс (Томас Йен Николас), Пол Финч (Эдди Кэй Томас) и Стив Стифлер (Шонн Уильям Скотт) повзрослели и стали ответственнее. Джим женат на Мишель (Элисон Хэнниган), и у них есть двухлетний сын. Оз стал спортивным комментатором NFL и живёт в Лос-Анджелесе со своей подругой, супермоделью Мией (Катрина Боуден). Кевин женат на Элли и выполняет заказы на дому, работая в качестве архитектора. От Финча нет известий, а Стифлер работает в инвестиционной компании.
Когда было объявлено о встрече выпускников 1999 года в Ист Грейт Фолс, Джим и Мишель приехали в дом, в котором он провёл всё своё детство и школьные годы. Там они встречают его отца Ноа (Юджин Леви), ставшего вдовцом. Джим встречает свою соседку Кару (Эли Кобрин), которую он когда-то нянчил, и узнает, что ей скоро исполнится 18 лет. Позже Джим встречает Оза, Финча и Кевина в баре, где они пересекаются с Селеной (Дания Рамирес), бывшей одноклассницей и подругой Мишель из лагеря. Неожиданно появляется Стифлер, и все вместе они присоединяются к торжеству по поводу встречи выпускников.
На следующий день группа отправляется на пляж. Оз сталкивается с Хезер (Мена Сувари), которая, как выясняется, встречается с хирургом по имени Рон (Джей Харрингтон), в то время как Кевин пересекается с Вики (Тара Рид). У парней возникает конфликт с бойфрендом Кары AJ-ем (Чак Хиттинджер) и его друзьями (он стащил лифчики и некоторые вещи загоравших подруг «старперов»), который заканчивается тем, что Стифлер «справляет большую нужду» в их контейнер для охлаждённого пива и, взяв на буксир своим автомобилем, разбивает их водные мотоциклы. В ту же ночь парни и девушки, все, кроме Мишель, идут к водопаду, где пересекаются с компанией старшеклассников, отмечающих день рождения Кары. Джиму приходится везти домой пьяную Кару, которая в попытке соблазнить его, выбрасывает в окно своё платье и остается голой, но быстро засыпает от усталости и опьянения. Оз, Финч и Стифлер помогают ему доставить домой Кару, не привлекая внимания её родителей, но AJ замечает, как они тайком выбираются из дома через окно. Кевин, которого в тот вечер все потеряли, обнаруживает себя лишь следующим утром в постели рядом с голой Вики и предполагает, что они занимались сексом, его мучает совесть.
На следующий день Стифлер пытается устроить вечеринку наподобие тех, которые они проводили когда-то в школе, но по атмосфере получается совсем не то — что-то скучно-взрослое с блюзом и вином вместо пива и Рок-н-ролла. Все остальные не хотят юношеского драйва, говоря, что уже вышли из того возраста. Джим и Мишель, у которых была неприметная личная жизнь, загораются идеей воссоздать свой выпускной вечер. Они приводят с собой Ноа, чтобы помочь ему выйти из депрессии, и тот, будучи пьяным, находит в одной из комнат маму Стифлера Жанин (Дженнифер Кулидж). Кевин расспрашивает Вики о проведённой вместе ночи, но она настаивает на том, что ничего не было, и даже выглядит расстроенной из-за того, что он мог о ней дурно подумать. Миа принимает экстази, в то время как Рон унижает Оза, показывая ему DVD, где Оз проигрывает «Танцы со звездами до упаду» (ориг. Celebrity Dance-Off). Когда Хезер идет успокоить Оза, они пытаются возобновить прежние отношения, но их прерывает Миа, которая затевает драку с Хизер. Джим и Мишель решают сыграть в ролевые игры, но Джим сталкивается с Карой, которая вновь горит желанием соблазнить его, и буквально в следующий момент — с враждебно настроенным AJ-ем и его друзьями. Две конфликтующие группы вступают в борьбу на лужайке перед домом, но их прерывают полицейские, которые арестовывают Финча за кражу мотоцикла.
Миа покидает Оза, Стифлер решает вернуться к работе, а Мишель навещает бабушку. Когда Джим рассказывает отцу о том, что ему не хватает секса, Ноа говорит, что им нужно время, чтобы отдохнуть друг от друга. На встрече Финч говорит, что он помощник менеджера в Staples и украл мотоцикл у своего шефа, когда не получил обещанного повышения. Ребята возвращают Стифлера, который бросает работу, чтобы провести ещё немного времени в кругу школьных друзей на встрече выпускников. Кевин мирится с Вики, у Финча завязываются отношения с Селеной, Оз воссоединяется с Хезер, а Джим — с Мишель. Стифлера просят стать организатором череды свадеб своих товарищей. В то же время он вступает в отношения с неожиданно приехавшей на встречу выпускников матерью Финча мисс Рейчел (Ребекка Де Морнэй), пытаясь отыграться за то, что сам Финч переспал с его матерью на их выпускном в 1999 году.
На следующее утро друзья собираются в кафе Dog Days, где Джим встречает Кару, и оба извиняются за своё поведение. Оз планирует остаться в городе с Хезер, Финч хочет отправиться с Селеной в путешествие по Европе, а Стифлер намекает о маме Финча. Они все согласны собраться спустя год и устроить ещё более крутую встречу.
А в финале фильма зритель видит маму Стифлера в компании папы Джима в кино. И когда Ноа начинает заигрывать с Жанин, та неожиданно опускает голову вниз и делает Ноа фелляцию.

## В ролях
- Джейсон Биггc — Джим Левенштайн

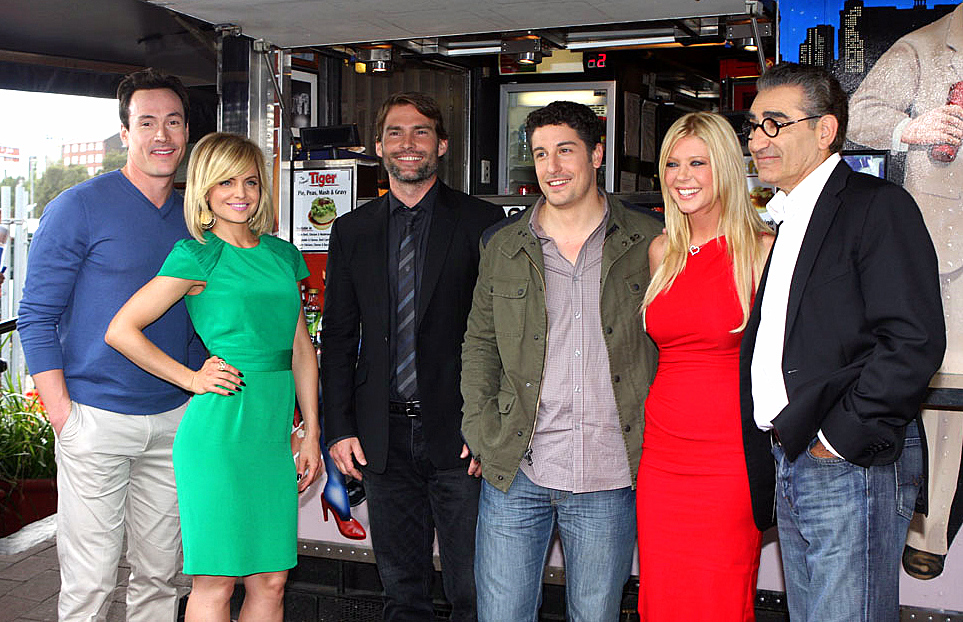
Актёрский состав на премьере фильма в Сиднее, март 2012 г.

- Элисон Хэнниган —Мишель Флаерти-Левенштайн
- Крис Клейн — Крис «Оз» ОСтрайкер
- Томас Йен Николас — Кевин Майерс
- Тара Рид — Вики Лейтум
- Шонн Уильям Скотт — Стив Стифлер
- Мена Сувари —Хэзер
- Эдди Кэй Томас — Пол «Зяблик» Финч
- Джон Чо —любитель мамочек № 2 / Джон
- Дженнифер Кулидж — мама Стифлера
- Юджин Леви — папа Джима
- Наташа Лионн — Джессика
- Дания Рамирес — Селена
- Катрина Боуден — Миа
- Джей Харрингтон — Рон Даглас
- Чак Хиттинджер — ЭйДжей
- Шеннон Элизабет — Надя
- Крис Оуэн — Чак Шерман
- Джастин Исфельд — любитель мамочек № 1 / Джастин
- Шарлен Амойя — Элли
- Джесси Малиновски — Кайл
- Роберт Хейес — Бо
- Вик Сахай — Пратек Дурайсвами
- Стиви Рэй Даллимор — папа Кары
- Ким Уолл — мама Кары
- Нил Патрик Харрис — ведущий шоу «Танцы со звёздами»
- Эли Кобрин — Кара
- Ребекка Де Морнэй — мама «Зяблика» (не указана в титрах)

## Производство

### В разработке
Как было сообщено в октябре 2008 года, Universal Pictures планирует выпустить третий театральный сиквел первого фильма. В апреле 2010 года фильм вошёл в стадию пре-продакшена, а Джон Гурвиц и Хейден Шлоссберг вызвались написать сценарий и срежиссировать картину, наметив планы воссоединения всего актёрского состава классической серии.

### Подбор актёров
В марте 2011 года было объявлено, что Джейсон Биггз, Шонн Уильям Скотт, Юджин Леви дали своё согласие на участие в проекте. Биггз и Скотт выступили в качестве исполнительных продюсеров, а также помогли убедить других актёров вернуться в проект. В апреле 2011 года Элисон Ханниган, Крис Клейн и Мена Сувари подписали контракты. В следующем месяце Томас Йен Николас, Тара Рид, Эдди Кэй Томас, Шеннон Элизабет и Дженнифер Кулидж согласились принять участие в фильме. В июне и июле 2011 года Джон Чо и Наташа Лионн стали последними, кто подтвердил своё возвращение во франшизу.
18 мая 2011 выяснилось, что появится персонаж «Кара» (Эли Кобрин), запоминающийся «фронтальной наготой верхней части тела». Игрок команды New England Patriots Чед Очосинко сыграет эпизодическую роль. Также в проекте принял участие Крис Оуэн, известный своей ролью Чака Шермана по прозвищу «Шерминатор».

### Съёмки
Бюджет составил 50 млн $, а основные съемки проходили с начала июня по август 2011 года в пригороде Атланты, штат Джорджия. В конце июня съемки проходили в Коньерсе, Монро и Вудрафф-Парке, а в период с 11 июля по 15 июля — в Ньютонской средней школе в городе Ковингтон. Были отсняты сцены в спортзале школы, показывающие воссоединение выпускников, на футбольном поле, в коридорах школы и на прилегающей территории, в общей сложности более 200 сцен. По условиям сделки компания-производитель заплатила 10 тыс. $ школьной образовательной системе округа Ньютон за использование школы в качестве съемочной площадки.
Последнюю неделю июля съемки проводились в Парке Мэри Элис, расположенном на озере Ланье, в городе Камминг, штат Джорджия; было отснято около 100 сцен. Крис Мур сказал в интервью, что пляж на озере похож на фон озера Мичиган, штата, в котором происходит действие фильма. Компания-производитель заплатила 23 тыс. $, чтобы иметь полный доступ к озеру в течение недели. Последние сцены с Меной Сувари были сняты 4 августа.

## Кассовые сборы
В США премьера фильма состоялась 6 апреля в 3192 кинотеатрах. За выходные фильм собрал в общей сложности 21 млн $, заняв 2-е место после «Голодных игр». На второй неделе кинопроката картина занимала 5-е место: сборы составляли 10,5 млн $.
Фильм собрал 57 011 521 $ в Северной Америке и 177 978 063 $ в других странах. Общемировые сборы составили 234 989 584 $.

## Отзывы
Фильм получил смешанные отзывы от критиков. На сайте Rotten Tomatoes фильм имеет рейтинг одобрения 45 % на основе 183 рецензий со средней оценкой 5,21/10. По мнению критиков сайта, «он станет сладким ностальгическим утешением для поклонников франшизы, но фильму не удалось сделать ничего по-настоящему нового или интересного — или даже очень смешного — с героями». На сайте Metacritic картина набрала 49 баллов на основе 34 отзывов, что говорит о «смешанных или средних отзывах». Зрители, опрошенные CinemaScore, дали фильму среднюю оценку «B+» по шкале от A+ до F.

По словам Роджера Эберта, который поставил фильму три звезды из четырех:
Прелесть «Американского пирога» заключалась в относительной молодости и наивности персонажей. Все это происходило впервые, и у них была целеустремленная одержимость сексом, типичная для многих подростков. У «Американский пирог: Все в сборе» есть ощущение дежавю, но он все равно доставляет много приятного смеха. Большинство из них появились благодаря Стифлеру... Если вам нравились предыдущие фильмы, думаю, вам стоит посмотреть и этот. Иначе я не знаю.
The Village Voice завершает свой обзор следующим:
После некоторого натужного «Вспомни время…» обратные вызовы 13-летним приколам, Американское Воссоединение становится удобным и забавным, поскольку Гурвиц и Шлоссберг поражают знакомые цели с неожиданных углов, в то время как взаимодействие ансамбля является «рутинным» в лучшем смысле этого слова. В целом, фильмы «Пирога» предлагают связное мировоззрение, показывая каждый из этапов жизни как место для свежих, но знакомых катастроф, облегченных верой в секс, как бы нелепо это ни выглядело, как в восстановительную силу. Рецепт настолько долговечен, а устойчивый характер работает так во второй коже, что можно представить, как фильмы про «Американский пирог» держатся за драматических персонажей в среднем возрасте и в проблемах гериатрической любви, похабно-комической версии британского документального сериала «Вверх». Но что дальше? «Американский пирог: Кризис среднего возраста»? «Американский пирог: Пенсия»? «Американский пирог: Похороны»? Пойдем!
Питер Трэверс из Rolling Stone дал «Американский пирог: Все в сборе» положительную оценку двух с половиной звезд из четырех, заявив: «Американский пирог: Все в сборе напоминает нам то, что нам понравилось в оригинале: то, как фильм подсластил свою непристойность, чтобы вызвать укоренившийся интерес к этим персонажам».

## Саундтрек
| Номер | Название                              | Автор песни          | Длительность |
| ----- | ------------------------------------- | -------------------- | ------------ |
| 1.    | «Last Night»                          | Good Charlotte       | 3:40         |
| 2.    | «You Make Me Feel…» (featuring Sabi)  | Cobra Starship       | 3:35         |
| 3.    | «Here Comes the Hotstepper»           | Stooshe              | 3:36         |
| 4.    | «Wannamama»                           | Pop Levi             | 3:28         |
| 5.    | «My First Kiss» (featuring Kesha)     | 3OH!3                | 3:13         |
| 6.    | «I’m a Man»                           | The Blue Van         | 3:49         |
| 7.    | «Bring It On Home»                    | Kopek                | 3:08         |
| 8.    | «Rump Shaker» (featuring Teddy Riley) | Wreckx-N-Effect      | 3:57         |
| 9.    | «Wannabe» (radio edit)                | Spice Girls          | 2:53         |
| 10.   | «I’ll Make Love to You»               | Boyz II Men          | 4:02         |
| 11.   | «This Is How We Do It»                | Montell Jordan       | 3:59         |
| 12.   | «The Good Life»                       | Hassahn Phenomenon   | 3:21         |
| 13.   | «My Generation»                       | Thomas Nicholas Band | 2:28         |
| 14.   | «Class of '99»                        | Lyle Workman         | 5:49         |
| 15.   | «Na Na Na»                            | My Chemical Romance  | 4:13         |
| 16.   | «American Reunion»                    | Lyle Workman         | 3:26         |
| 17.   | «Laid»                                | James                | 2:37         |

Две дорожки партитуры были записаны оркестром из 60-70 человек под управлением Джона Эштона Томаса, который также оркестровал партитуру Воркмана для оркестровых сессий. Оркестр был записан на сцене Eastwood Scoring Stage на площадке Warner Bros. под управлением Шона Мерфи, который также микшировал партитуру.

## Будущее
В августе 2017 года Шонн Уильям Скотт сказал в интервью, что четвёртый фильм, вероятно, не собрал достаточно кассовых сборов, чтобы оправдать ещё один фильм. В августе 2018 года Тара Рид заявила, что встречалась с режиссёрами, и они сказали, что пятый фильм будет, и что съемки могут начаться в ближайшее время. В сентябре 2022 года было объявлено, что Universal 1440 разрабатывает еще один спин-офф фильма «Американский пирог представляет» с Суджатой Дэй.